# Belarussisches Buntschwein

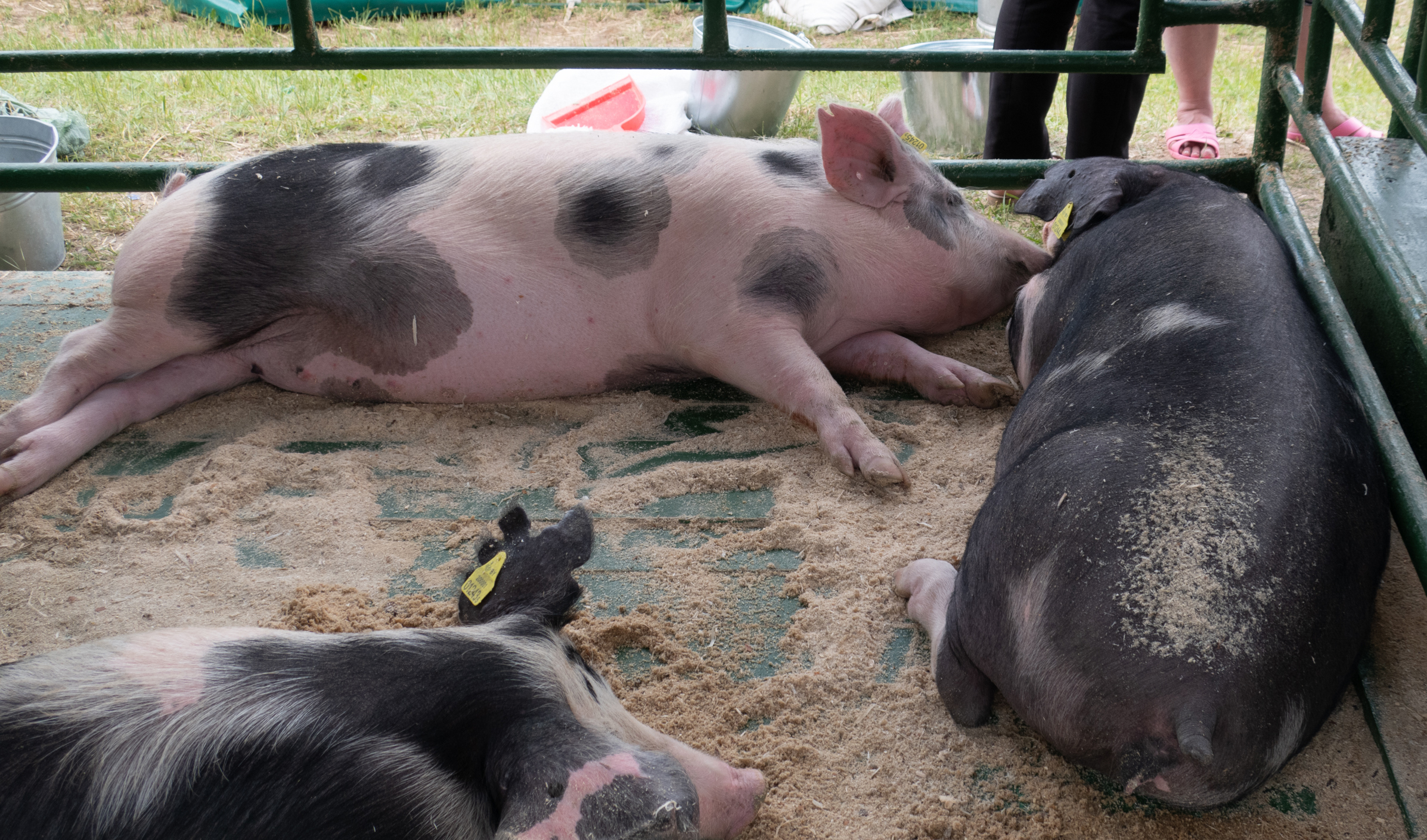
Zuchtbetrieb in Belarus

Das Belarussische Buntschwein (Russisch: Бeлopyccкaя чёpнo-пёcтpaя, Belorusskaja tscherno-pestraja) ist eine Mehrnutzungsschweinerasse aus Belarus.

## Zuchtgeschichte
Die Rasse stammt von belarussischen Landschweinen mit hängenden, kurzen Ohren ab. Im 19. Jahrhundert wurden Yorkshire-Schweine, Middle White, Tamworth-Schweine und Large Black eingekreuzt. In den 1920 kamen noch Large White, Berkshire-Schweine, Estnische Speckschweine und Schwedische Landrasse hinzu. 1957 wurde das Belarussische Buntschwein als Mehrnutzungsgruppe, 1976 als Rasse anerkannt.

## Charakteristika
- Farbe schwarz-getigert (bunt)
- Kopf leicht, gerade; Ohren mittelgroß, hängend
- Körper tief und breit
- Rücken gerade und breit
- mäßig plumpe Schinken, Fundament gerade und korrekt
- Gewicht Sauen 243 kg, Eber 298 kg
- Zeit bis 100 kg: 194 Tage
- hohe Stress- und Krankheitsresistenz

## Vorkommen
Die Rasse besteht aus 9 Linien und 26 Familien. 1980 gab es 102.000 Tiere. Die Rasse eignet sich als Mutter- und Vaterrasse und macht 0,3 % der Schweine in Belarus aus.
Die Hauptzuchtgebiete des Belarussischen Buntschweins sind Gontscharowski in der Breszkaja Woblasz, Schgunski in der Homelskaja Woblasz, Dsjarschynsk in der Minskaja Woblasz, Lenino in der Mahiljouskaja Woblasz und die Hrodsenskaja Woblasz. 